# Municipio de Versailles
El municipio de Versailles (en inglés: Versailles Township) es un municipio ubicado en el condado de Brown en el estado estadounidense de Illinois. En el año 2010 tenía una población de 750 habitantes y una densidad poblacional de 7,89 personas por km².

## Geografía
El municipio de Versailles se encuentra ubicado en las coordenadas 39°53′11″N 90°37′50″O / 39.88639, -90.63056. Según la Oficina del Censo de los Estados Unidos, el municipio tiene una superficie total de 95.05 km², de la cual 93,4 km² corresponden a tierra firme y (1,73 %) 1,65 km² es agua.

## Demografía
Según el censo de 2010, había 750 personas residiendo en el municipio de Versailles. La densidad de población era de 7,89 hab./km². De los 750 habitantes, el municipio de Versailles estaba compuesto por el 98,53 % blancos, el 0,27 % eran afroamericanos, el 0,27 % eran amerindios, el 0,13 % eran asiáticos y el 0,8 % eran de una mezcla de razas. Del total de la población el 0,93 % eran hispanos o latinos de cualquier raza.